# Vaudeurs
Vaudeurs település Franciaországban, Yonne megyében. Lakosainak száma 471 fő (2022. január 1.). Vaudeurs Les Sièges, Arces-Dilo, Cerisiers, Coulours, Villechétive és Les Vallées de la Vanne községekkel határos.

## Népesség
A település népessége az elmúlt években az alábbi módon változott:
| Lakosok száma | 510  | 488  | 490  | 476  | 468  | 461  | 453  | 451  | 471  |
|               | 2013 | 2015 | 2016 | 2017 | 2018 | 2019 | 2020 | 2021 | 2022 |